# Talita Antunes
Talita Antunes da Rocha (Aquidauana, 29 de agosto de 1982) é uma jogadora de voleibol de praia do Brasil.

## Carreira

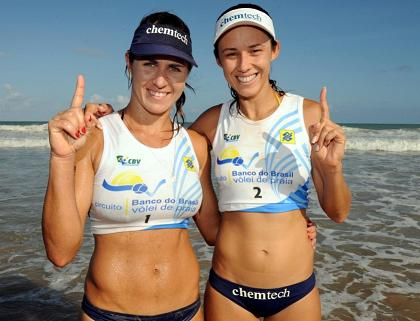
Maria Elisa e Talita em 2010.

Venceu a disputa da edição de 2008 do rainha da praia e participou das Olimpíadas de Pequim 2008, formando dupla com Renata. Disputaram a medalha de bronze nesta edição, porém, foram derrotadas pela dupla chinesa formada por Xue Chen e Zhang Xi. Em Londres 2012 foi parceira de Maria Elisa. Em 2013, forma dupla com Taiana, sendo eleita rainha da praia na edição de 2013, além de conquistar vários títulos em pouco tempo de parceria. Em 2014, foi campeã dos Jogos Sul-Americanos ao lado de Taiana.
Com Larissa França disputou e conquistou o bronze na edição do FIVB World Tour Finals de 2017 disputada em Hamburgo.

## Títulos
- 2021 - Campeã do Circuito Mundial de Cancún, México
- 2013 - 3º lugar do Grand Slam de Gstaad,  Suíça
- 2013 - Campeã do Grand Slam de Haia,  Países Baixos
- 2013 - Campeã do Grand Slam de Roma,  Itália
- 2013 -campeã do grand slam de Shangai  China
- 2013 - campeã do grand slam de  Long Beach  Estados Unidos

## Premiações individuais
- 2008 - Rainha da Praia[6]
- 2013 - Rainha da Praia[6]
- 2014 - Rainha da Praia[7]
- Melhor Ataque do Circuito Brasileiro Banco do Brasil de 2014-15[8]
- Melhor Bloqueio do Circuito Brasileiro Banco do Brasil de 2014-15 [8]